# Simning vid världsmästerskapen i simsport 2025 – Damernas 200 meter ryggsim
Damernas 200 meter ryggsim vid världsmästerskapen i simsport 2025 avgjordes mellan den 1 och 2 augusti 2025 i World Aquatics Championships Arena i Singapore Sports Hub i Kallang i Singapore.

## Rekord
Inför tävlingens start fanns följande världs- och mästerskapsrekord:
|                   | Namn           | Nation     | Tid     | Ort                | Datum        |
| ----------------- | -------------- | ---------- | ------- | ------------------ | ------------ |
| Världsrekord      | Kaylee McKeown | Australien | 2.03,14 | Sydney, Australien | 10 mars 2023 |
| Mästerskapsrekord | Regan Smith    | USA        | 2.03,35 | Gwangju, Sydkorea  | 26 juli 2019 |

Följande rekord noterades under mästerskapet:
| Datum     | Tävling | Simmare        | Nation     | Tid     | Rekord |
| --------- | ------- | -------------- | ---------- | ------- | ------ |
| 2 augusti | Final   | Kaylee McKeown | Australien | 2.03,33 | 0MR0   |

## Resultat

### Försöksheat
Försöksheaten startade den 1 augusti klockan 10:27.
| Placering | Heat | Bana | Namn                  | Nationalitet            | Tid     | Noteringar |
| --------- | ---- | ---- | --------------------- | ----------------------- | ------- | ---------- |
| 1         | 5    | 4    | Kaylee McKeown        | Australien              | 2.08,01 | 0Q0        |
| 2         | 5    | 7    | Dóra Molnár           | Ungern                  | 2.08,53 | 0Q0        |
| 3         | 3    | 4    | Claire Curzan         | USA                     | 2.08,58 | 0Q0        |
| 4         | 4    | 5    | Peng Xuwei            | Kina                    | 2.08,59 | 0Q0        |
| 5         | 4    | 4    | Regan Smith           | USA                     | 2.08,65 | 0Q0        |
| 6         | 5    | 2    | Anastasija Sjkurdaj   | Neutrala idrottare A    | 2.08,96 | 0Q0        |
| 7         | 3    | 5    | Estella Tonrath       | Spanien                 | 2.09,29 | 0Q0        |
| 8         | 5    | 6    | Liu Yaxin             | Kina                    | 2.09,67 | 0Q0        |
| 9         | 4    | 2    | Camila Rebelo         | Portugal                | 2.09,79 | 0Q0        |
| 10        | 5    | 5    | Katie Shanahan        | Storbritannien          | 2.09,96 | WD         |
| 11        | 4    | 0    | Lise Seidel           | Tyskland                | 2.10,00 | 0Q0        |
| 12        | 5    | 3    | Holly McGill          | Storbritannien          | 2.10,07 | 0Q0        |
| 13        | 3    | 6    | Carmen Weiler         | Spanien                 | 2.10,08 | 0Q0        |
| 14        | 5    | 0    | Ingrid Wilm           | Kanada                  | 2.10,11 | 0Q0        |
| 15        | 4    | 3    | Hannah Fredericks     | Australien              | 2.10,23 | 0Q0        |
| 16        | 5    | 8    | Daria Zarubenkova     | Neutrala idrottare B    | 2.10,35 | 0Q0        |
| 17        | 4    | 8    | Milana Stepanova      | Neutrala idrottare B    | 2.10,60 | 0Q0        |
| 18        | 4    | 9    | Gabriela Georgieva    | Bulgarien               | 2.10,71 |            |
| 19        | 5    | 1    | Madison Kryger        | Kanada                  | 2.11,40 |            |
| 20        | 4    | 1    | Mio Narita            | Japan                   | 2.11,58 |            |
| 21        | 3    | 1    | Aleksandra Knop       | Polen                   | 2.11,63 |            |
| 22        | 4    | 7    | Aviv Barzelay         | Israel                  | 2.11,85 |            |
| 23        | 3    | 2    | Eszter Szabó-Feltóthy | Ungern                  | 2.12,08 |            |
| 24        | 3    | 3    | Pauline Mahieu        | Frankrike               | 2.12,33 |            |
| 25        | 3    | 8    | Chiaki Yamamoto       | Japan                   | 2.12,63 |            |
| 26        | 5    | 9    | Miranda Grana         | Mexiko                  | 2.12,70 |            |
| 27        | 3    | 7    | Laura Bernat          | Polen                   | 2.12,86 |            |
| 28        | 2    | 4    | Xeniya Ignatova       | Kazakstan               | 2.14,09 |            |
| 29        | 3    | 9    | Justine Murdock       | Litauen                 | 2.14,14 |            |
| 30        | 2    | 2    | Alexia Sotomayor      | Peru                    | 2.14,56 |            |
| 31        | 3    | 0    | Cindy Cheung          | Hongkong                | 2.14,73 |            |
| 32        | 2    | 6    | Chang Ya-jia          | Taiwan                  | 2.17,34 |            |
| 33        | 2    | 1    | Mia Millar            | Kenya                   | 2.18,50 |            |
| 34        | 2    | 8    | Anishta Teeluck       | Mauritius               | 2.18,88 |            |
| 35        | 2    | 3    | Zuri Ferguson         | Trinidad och Tobago     | 2.18,89 |            |
| 36        | 2    | 0    | Elizabeth Jiménez     | Dominikanska republiken | 2.19,03 |            |
| 37        | 2    | 5    | Natalia Zaiteva       | Moldavien               | 2.19,38 |            |
| 38        | 2    | 9    | Taline Mourad         | Libanon                 | 2.22,74 |            |
| 39        | 1    | 4    | Carolina Cermelli     | Panama                  | 2.23,30 |            |
| 40        | 1    | 5    | Minagi Rupesinghe     | Sri Lanka               | 2.23,70 |            |
| 41        | 1    | 3    | Marseleima Moss       | Fiji                    | 2.30,72 |            |
| 42        | 1    | 6    | Piper Raho            | Nordmarianerna          | 2.38,43 |            |
| 43        | 2    | 7    | Kristen Romano        | Puerto Rico             | 0DNS0   | 0DNS0      |
| 43        | 4    | 6    | Anastasia Gorbenko    | Israel                  | 0DNS0   | 0DNS0      |

### Semifinaler
Semifinalerna startade den 1 augusti klockan 19:21.
| Placering | Heat | Bana | Namn                | Nationalitet         | Tid     | Noteringar |
| --------- | ---- | ---- | ------------------- | -------------------- | ------- | ---------- |
| 1         | 1    | 5    | Peng Xuwei          | Kina                 | 2.07,76 | 0Q0        |
| 2         | 1    | 3    | Anastasija Sjkurdaj | Neutrala idrottare A | 2.07,85 | 0Q0        |
| 3         | 2    | 5    | Claire Curzan       | USA                  | 2.08,13 | 0Q0        |
| 4         | 2    | 4    | Kaylee McKeown      | Australien           | 2.08,36 | 0Q0        |
| 5         | 2    | 3    | Regan Smith         | USA                  | 2.08,67 | 0Q0        |
| 6         | 2    | 7    | Lise Seidel         | Tyskland             | 2.08,75 | 0Q0        |
| 7         | 1    | 6    | Liu Yaxin           | Kina                 | 2.09,04 | 0Q0        |
| 8         | 1    | 4    | Dóra Molnár         | Ungern               | 2.09,09 | 0Q0        |
| 9         | 2    | 2    | Camila Rebelo       | Portugal             | 2.09,40 |            |
| 10        | 1    | 7    | Holly McGill        | Storbritannien       | 2.09,51 |            |
| 11        | 1    | 2    | Milana Stepanova    | Neutrala idrottare B | 2.09,57 |            |
| 12        | 2    | 6    | Estella Tonrath     | Spanien              | 2.09,84 |            |
| 13        | 1    | 1    | Ingrid Wilm         | Kanada               | 2.10,28 |            |
| 14        | 2    | 1    | Carmen Weiler       | Spanien              | 2.10,40 |            |
| 15        | 2    | 8    | Hannah Fredericks   | Australien           | 2.10,83 |            |
| 16        | 1    | 8    | Daria Zarubenkova   | Neutrala idrottare B | 2.10,92 |            |

### Final
Finalen startade den 2 augusti klockan 19:17.
| Placering | Bana | Namn                | Nationalitet         | Tid     | Noteringar |
| --------- | ---- | ------------------- | -------------------- | ------- | ---------- |
| 1         | 6    | Kaylee McKeown      | Australien           | 2.03,33 | 0MR0       |
| 2         | 2    | Regan Smith         | USA                  | 2.04,29 |            |
| 3         | 3    | Claire Curzan       | USA                  | 2.06,04 |            |
| 4         | 4    | Peng Xuwei          | Kina                 | 2.07,22 |            |
| 5         | 5    | Anastasija Sjkurdaj | Neutrala idrottare A | 2.08,09 |            |
| 6         | 1    | Liu Yaxin           | Kina                 | 2.09,71 |            |
| 7         | 8    | Dóra Molnár         | Ungern               | 2.09,74 |            |
| 8         | 7    | Lise Seidel         | Tyskland             | 2.10,01 |            |